# Edmond Jacquelin

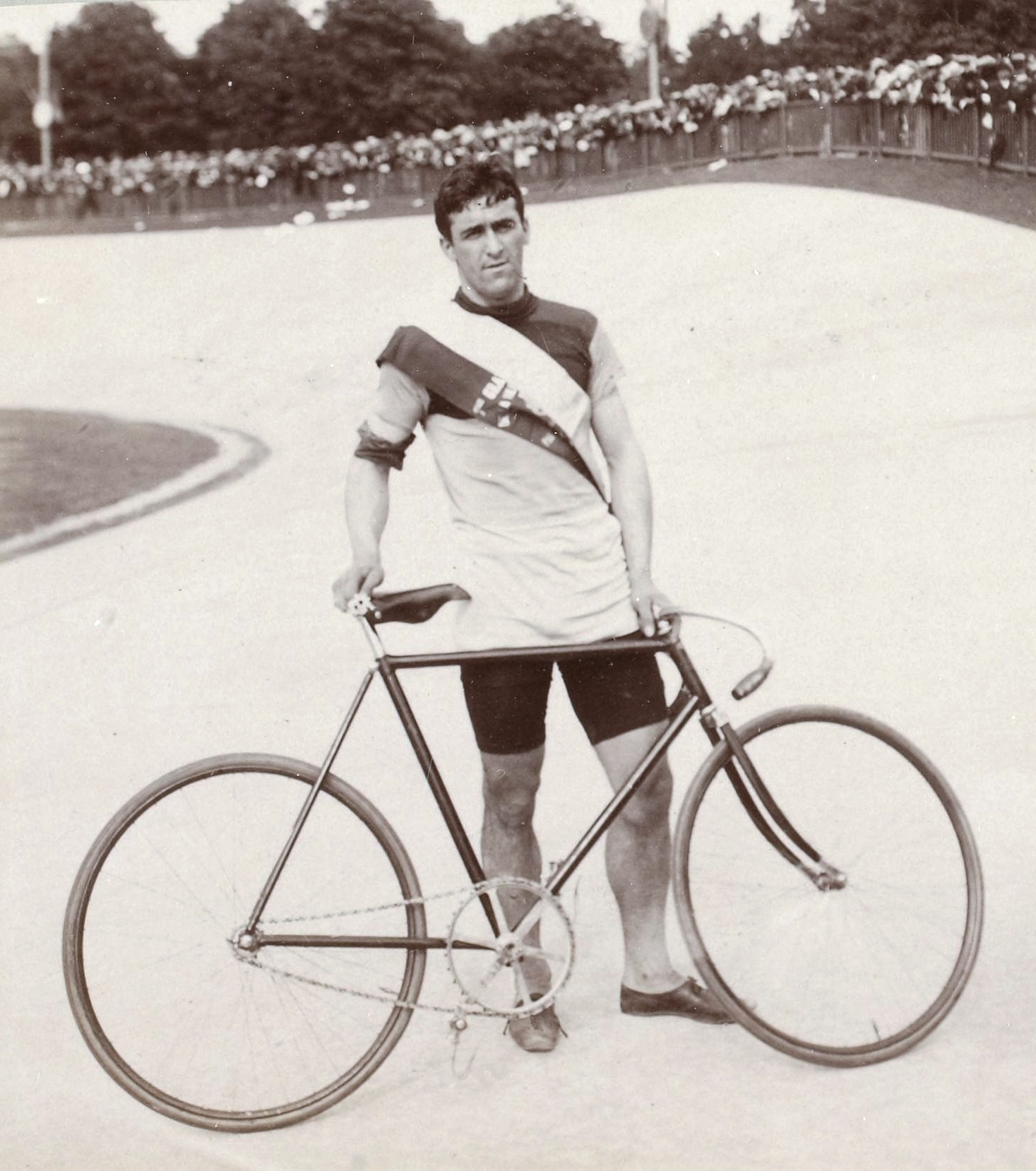
Edmond Jacquelin (1900), nach seinem Sieg beim Grand Prix de Paris

Edmond Jacquelin (* 31. März 1875 in Santenay; † 29. Juni 1928 in Paris) war ein französischer Radrennfahrer.

## Radsportkarriere
Edmond Jacquelin begann seine Laufbahn als Rennfahrer im Jahre 1893. In den nachfolgenden Jahren war er einer der erfolgreichsten Flieger (Sprinter) der Welt. Im Jahre 1900 gewann er den Grand Prix de Paris, die französische sowie die Weltmeisterschaft. Den Grand Prix Turin, einen der ältesten Wettbewerbe im Bahnradsport, gewann er 1898. 1899 gewann er den Großen Preis von Berlin.
Der Höhepunkt von Jacquelins sportlicher Karriere war der Sieg über den US-amerikanischen Sprinter-Champion Major Taylor auf der neuerbauten Radrennbahn Parc des Princes am 16. Mai 1901. Er gewann in seiner Laufbahn mehr als dreißig als Grand Prix ausgeschriebene Sprintwettbewerbe, überwiegend in Frankreich. 1901 gewann er den Grand Prix de Reims, einen der ältesten Wettkämpfe für Bahnsprinter in Frankreich. Außerhalb seiner Heimat ragten dabei die Siege beim Großen Preis von Deutschland 1900 bzw. 1901 sowie in Berlin 1898 heraus. Den renommierten Großen Preis von Mailand gewann er in dessen Anfangsjahren 1895. Den Grand Prix d’Anvers gewann er 1896.
Jacquelin war bis zum Jahr 1914 als Rennfahrer tätig, zuletzt vor allem bei Sechstagerennen.

## Privates
Auf dem Gipfel seines Erfolgs führte Jacquelin, genannt der „alte Löwe“, einen luxuriösen Lebenswandel, paradierte in einer Kutsche mit schwarzen Pferden durch den Bois de Boulogne und verfügte über eine Loge in der Comédie-Française. Nach dem Rücktritt vom Radsport erfand er, eigentlich von Beruf Bäcker, die Straßenkehrmaschine. Sein großes durch den Radsport erworbenes Vermögen verschwendete er komplett, so dass er zuletzt als Tagelöhner auf einer Werft arbeiten musste. 1928 starb Edmond Jacquelin in Paris  an einer Lungenerkrankung.
Sein Bruder jüngerer Lucien Jacquelin war ebenfalls Bahnsprinter.